# Мариинское сельское поселение
Марии́нское се́льское поселе́ние — сельское поселение в Ульчском районе Хабаровского края. Административный центр — посёлок сельского типа Мариинское, также включает в себя село Мариинский Рейд. Население по данным 2011 года — 1256 человек.

## Транспорт

### Авиационный
В 1,5 километрах от административного центра находится одноимённый аэродром МВЛ с двумя ВПП: грунтовой длинной 1,6 км и бетонной 1000×80 м. Индекс: УХНМ / UHNM. Магнитное склонение: -12,0°. Часовой пояс: UTC+10.